# Дусина (річка)
Ду́синка (Дусина) — річка в Українських Карпатах, у межах Свалявського району Закарпатської області. Ліва притока Свалявки (басейн Латориці).

## Опис
Довжина 13 км, площа водозбірного басейну 79,2 км². Похил річки 15 м/км. Річка типово гірська. Долина переважно вузька, у верхів'ї V-подібна.

## Розташування
Дусинка бере початок на південний схід від села Росош, між північними відногами гори Бужора (гірський масив Великий Діл). Тече переважно на північний захід. Впадає до Свалявки в селі Стройне.